# Белорусский фронт (1939)
Белору́сский фронт 1939 го́да — оперативно-стратегическое объединение в Красной Армии Вооружённых Сил СССР. Образован 11 сентября 1939 г. на западном направлении для занятия территории Западной Белоруссии.

## История
Белорусский фронт впервые был развёрнут на территории Белорусского особого военного округа (БОВО) в сентябре 1939 г. Причиной стало нападение немецких войск на Польшу 1 сентября 1939 г. Согласно пакту Молотова — Риббентропа о разделе сфер влияния, СССР получил возможность занять восточные районы Польши (см. Польский поход РККА).
11 сентября в Белорусский и Киевский особые военные округа поступил приказ о развертывании полевых управлений округов. Белорусский фронт, таким образом, был открыт. Была объявлена мобилизация резервистов, однако в открытой печати запрещалась публикация материалов о военных приготовлениях.
К началу военных действий численность фронта составила 200,8 тыс. чел. Ему противостояло 45 тысяч польских солдат и офицеров, большая часть которых не была объединена в армейские формирования и не имела вооружения. Вдоль границы с БССР размещались части корпуса пограничной охраны в количестве 8 тыс. человек. Наиболее боеспособной была оперативная группа «Полесье», которой командовал генерал Ф. Клебер.
16 сентября 1939 года в Смоленске был издан приказ Военного совета Белорусского фронта № 005.
17 сентября 1939 г. в 5 часов 40 минут войска Белорусского фронта перешли советско-польскую границу и в течение шести дней, практически не встречая сопротивления польской армии, заняли территории, оговоренные по советско-германскому договору. Главнокомандующий польской армией Рыдз-Смиглы распорядился в бои с Советами не вступать и противодействовать только в случае попытки разоружения.
Вооружённые столкновения происходили за Молодечно, Лиду, Воложин, Щучин, Столин, Скидель, Новогрудок, Гродно, Вильно, Августовские леса. Белорусский фронт потерял 996 чел. убитыми и 2002 ранеными. В плен было взято 60202 польских военнослужащих, в том числе 2066 офицеров.
К 1 октября советские войска вышли к оговорённой с немецким командованием границе.

11 октября 1939 года был издан Приказ о территориальных изменениях военного управления Красной Армии за № 0157:
«Провести следующие территориальные изменения военного управления Красной Армии и распределение войск, входящих в состав фронтов и округов. 1. Белорусский фронт. Выделить из Белорусского фронта территорию Смоленской области со всеми частями, учреждениями и заведениями, расположенными на этой территории. Белорусский фронт иметь в границах — Белорусская ССР, включая и Западную Белоруссию. Включить в состав фронта все части, учреждения и заведения, расположенные на этой территории. Дислокация штаба фронта — Минск. Сохранить в составе фронта армейские управления с дислокацией: 3 армия — Молодечно, 10 армия — Белосток, 11 армия — Гродно и 4 армия — Кобрин».
14 ноября 1939 г. Белорусский фронт был снова преобразован в Белорусский особый военный округ. Территория округа включала всю БССР с вошедшими в её состав западными территориями.

## Состав
В состав Белорусского фронта входили:
- 3-я армия комкора В. И. Кузнецова,
- 4-я армия комдива В. И. Чуйкова,
- 10-я армия комкора И. Г. Захаркина,
- 11-я армия комдива Н. В. Медведева,
- фронтовая конно-механизированная подвижная группа комкора И. В. Болдина,
- 23-й отдельный стрелковый корпус комбрига С. Д. Акимова.

При каждой армии действовала авиационная группа.

## Командование
В состав Военного совета фронта вошли:
- М. П. Ковалёв, командарм 2-го ранга — командующий войсками фронта
- П. Е. Смокачёв, комдив
- М. А. Пуркаев, комкор — начальник штаба фронта